# کرک (جزیره)
کرک (کرواتی: Krk) یک جزیره در شمال دریای آدریاتیک و نزدیک شهر رییکا در کرواسی است.
تا سال‌ها تصور میشد که این جزیره، بزرگترین جزیره دریای آدریاتیک است اما به‌تازگی و با اندازه‌گیری‌های دوباره مشخص شده که جزیره کرس در نزدیکی جزیره کرک نیز مساحتی تقریباً برابر با مساحت این جزیره دارد.جزیره کرک با ۱۹٬۳۸۳ نفر جمعیت، پرجمعیت‌ترین جزیره دریای آدریاتیک است.